# 堤等栄
堤 等栄（つつみ とうえい、生没年不詳）とは江戸時代の堤派の絵師。

## 来歴
3代目堤等琳の門人。等栄と号して天保期に作画したといわれる。茅場町に居住するという。

## 作品
- 「源平合戦図」 絵馬1面 1210mm×1820mm 天保8年（1837年） 相浜神社所蔵 「要山堤等栄図」の落款